# Mioceno Inferior
| Era Eratema | Período Sistema | Época Serie | Subépoca Subserie   | Edad Piso                   | Inicio, en millones de años |
| ----------- | --------------- | ----------- | ------------------- | --------------------------- | --------------------------- |
| Cenozoico   | Cuaternario     | Cuaternario | Cuaternario         | Cuaternario                 | 2,58                        |
| Cenozoico   | Neógeno         | Plioceno    | Tardío / Superior   | Piacenziense Piacenziano    | 3,60                        |
| Cenozoico   | Neógeno         | Plioceno    | Temprano / Inferior | Zancliense Zancliano        | 5,33                        |
| Cenozoico   | Neógeno         | Mioceno     | Tardío / Superior   | Messiniense Mesiniano       | 7,25                        |
| Cenozoico   | Neógeno         | Mioceno     | Tardío / Superior   | Tortoniense Tortoniano      | 11,62                       |
| Cenozoico   | Neógeno         | Mioceno     | Medio               | Serravalliense Serravaliano | 13,82                       |
| Cenozoico   | Neógeno         | Mioceno     | Medio               | Langhiense Langhiano        | 15,98                       |
| Cenozoico   | Neógeno         | Mioceno     | Temprano / Inferior | Burdigaliense Burdigaliano  | 20,45                       |
| Cenozoico   | Neógeno         | Mioceno     | Temprano / Inferior | Aquitaniense Aquitaniano    | 23,04                       |
| Cenozoico   | Paleógeno       | Paleógeno   | Paleógeno           | Paleógeno                   | 66,00                       |

El Mioceno Inferior es la primera subserie del Mioceno en la escala temporal geológica. Se denomina Mioceno Temprano cuando se refiere a la subépoca correspondiente. Sucede al Oligoceno (última serie del Paleógeno y precede al Mioceno Medio. Comienza hace unos 23,04 millones de años y finaliza hace unos 11,62 millones de años. Está dividido en dos edades/pisos: Aquitaniense y  Burdigaliense.
A medida que el clima comenzó a enfriarse, el paisaje comenzó a cambiar.
Se desarrollaron nuevos mamíferos para reemplazar a los animales extintos del Oligoceno. Los primeros miembros de la familia de las hienas y las comadrejas comenzaron a evolucionar para reemplazar al extinto Hyaenodon, los entelodontes y los perros-oso. Los calicoterios sobrevivieron a la época del Oligoceno. Un nuevo género de entelodonte llamado Daeodon evolucionó para adaptarse a los nuevos hábitats y cazar las nuevas presas de la época del Mioceno Temprano; rápidamente se convirtió en el principal depredador de América del Norte, pero se extinguió debido a la competencia de Amphicyon, un recién llegado de Eurasia. Amphicyon superó a Daeodon porque el cerebro más grande del perro-oso, los dientes más afilados y las patas más largas construidas para persecuciones más largas lo ayudaron a vencer a su presa.[cita requerida]